# Championnat d'Asie masculin de basket-ball 1985
Navigation
Hong Kong 1983 Thaïlande 1987
Le championnat d'Asie de basket-ball 1985 est la treizième édition du championnat d'Asie des nations. Elle s'est déroulée du 28 décembre 1985 au 5 janvier 1986 à Kuala Lumpur en Malaisie.

## Classement final
| Position | Équipe       | Bilan |
| -------- | ------------ | ----- |
| 1        | Philippines  | 6v-0d |
| 2        | Corée du Sud | 5v-1d |
| 3        | Chine        | 3v-2d |
| 4        | Malaisie     | 3v-3d |
| 5        | Japon        | 5v-1d |
| 6        | Taïwan       | 4v-2d |
| 7        | Thaïlande    | 2v-3d |
| 8        | Iran         | 2v-4d |
| 9        | Jordanie     | 4v-2d |
| 10       | Inde         | 3v-3d |
| 11       | Indonésie    | 1v-4d |
| 12       | Singapour    | 1v-5d |
| 13       | Hong Kong    | 2v-3d |
| 14       | Pakistan     | 1v-4d |
| 15       | Sri Lanka    | 0v-5d |